# Мартін ван Кревельд
Ма́ртін ван Кре́вельд, в деяких перекладах Крефельд (нід. Martin van Creveld; нар. 5 березня 1946, Роттердам, Нідерланди) — військовий історик, професор Єрусалимського університету, фахівець зі стратегічних питань.

## Біографія
Після війни Нідерланди пережили спалах антисемітських настроїв, в 1950 році родина М. Кревельда була змушена переселитися до Ізраїлю. І починаючи з 5 років Кревельд жив в Ізраїлі. Закінчив відому Лондонську школу економіки і Єврейський університет (Hebrew University) в Єрусалимі, де надалі з 1971 року займається викладацькою діяльністю.

## Наукова робота
Мартін ван Кревельд відомий у всьому світі найбільший військовий аналітик, історик, стратег світового масштабу, професор військової історії, консультант Міністерства оборони США. Періодично друкується у засобах масової інформації, виступав на таких каналах як BBC, CNN тощо.Останні заяви у пресі виявили чітку антиукраїнську позицію,фактично закликав Україну до капітуляції перед Росією.

## Публікації
Автор 20 книг з історії та стратегії військової науки, які були переведені на 17 мов. Найперша друкована англомовна книга була випущена в 1973 році, яка називається «Стратегія Гітлера 1940—1941 років: Балканський ключ». Ця книга послужила певним поштовхом для написання інших книг, де автор аналізував теми пов'язані з державою, людством, війною. Також до його робіт відносяться:
- «Забезпечення війни» (Supplying War) 1977
- «Забезпечення і тилове постачання військових дій від Валленштейна до Паттона» (Supplying war logistics from Wallenstein to Patton) 1980
- «Командування у війні» (Command in War) 1985
- «Технологія війни» (Technology of War) 1989
- «Захищаючи Ізраїль»
- «Розквіт і занепад держави»[3]
- «Американська таємниця"
- «Трансформація війни», 1991